# إيربورت (أبل)
إيربورت (بالإنجليزية: AirPort)‏و إيربورت إكسبريس (بالإنجليزية: AirPort Extreme)‏ هو عبارة عن منتج من شركة أبل يستخدم في الشبكات اللاسلكية.
هذا المنتج تم تصنيعه طبقاً لمعايير آي إي إي إي 802.11 (بالإنجليزية: IEEE 802.11)‏ أو ما يسمى باللغة الدارجة واي فاي.
في اليابان تم إصدار مجموعة كاملة من المنتجات تحت مسمى إيربورت.